# Edvarts Buivids
Edvarts Buivids (* 4. Dezember 1993 in Sigulda) ist ein lettischer Volleyball- und ehemaliger Beachvolleyballspieler.

## Karriere Halle
Ab dem Alter von 15 Jahren gehörte Buivids zur lettischen Jugend- und Junioren-Nationalmannschaft. Von 2011 bis 2014 spielte er für Lase-R Riga. Dann wechselte er zu ASK Kuldīga. 2016 wurde der Diagonalangreifer erstmals in die A-Nationalmannschaft berufen. Mit der Nationalmannschaft nahm er an der Qualifikation zur Europameisterschaft 2017 teil, bei der die Letten in der letzten Runde gegen Estland unterlagen. Anschließend wechselte Buivids zu VK Pärnu, mit dem er 2017 estnischer Pokalsieger, dritter in der estnischen Liga und baltischer Vizemeister wurde. Anschließend wurde er vom deutschen Bundesligisten SWD Powervolleys Düren verpflichtet. Mit den Dürenern erreichte er das Playoff-Viertelfinale der Bundesliga. Nach der Saison verließ er den Verein und wechselte zunächst nach Finnland zu Kokkolan Tiikerit und ein Jahr später zu Concordia Volley Luzern. Er wurde als Topscorer und bester Aufschläger der Spielzeit ausgezeichnet.  Ein Jahr später wurde er mit Lindaren Volley Amriswil Schweizer Vizemeister. Nach einem erneuten Vereinswechsel innerhalb der Alpenrepublik zurück zu Concordia Volley Luzern zog es ihn 2022 noch einmal nach Estland, diesmal zu Barrus Võru VK.

## Karriere Beach
2012 erreichte Buivids bei der U20-Europameisterschaft in Hartberg mit Reinis Pekmans den siebten Platz. 2013 wurde das Duo Neunter der U21-Weltmeisterschaft in Umag. 2014 bildete Buivids ein Duo mit Ruslans Sorokins. Bei den Fuzhou Open absolvierte er sein erstes Turnier der FIVB World Tour und anschließend in Shanghai auch den ersten Grand Slam. Zwei 17. Plätze waren die besten Ergebnisse in der Weltserie. Beim CEV-Satellite-Turnier in Lausanne belegten Buivids/Sorokins den neunten Rang. Außerdem wurde Buivids mit Pekmans Fünfter der U23-WM in Mysłowice. Danach spielte er nur noch vereinzelte nationale Turniere.

## Auszeichnungen
- 2020: Topscorer Schweizer Nationalliga A
- 2020: Bester Aufschläger Schweizer Nationalliga A[4]